# كلية الطب (جامعة جنوب الوادي)
كلية طب جامعة جنوب الوادي أو كلية طب قنا هي كلية طب مصرية تختص بتدريس الطب والبحث العلمي في مجال الطب، مقرها مدينة قنا في جنوب مصر، وتتبع جامعة جنوب الوادي.
صدر قرار جمهوري بإنشاء كلية طب قنا في 2 يوليو 2006 (25 جمادى الآخرة 1427 هـ)، وبدأ العمل بها في بداية 2007 وذلك بصدور قرار رئيس جامعة جنوب الوادي بتعيين الدكتور منصور كباش عميدًا للكلية ورئيسًا لمجلس إدارة المستشفى الجـامعـي ثم خلفه الدكتور أبو اليسر و بعدع الدوكتور حمدي حسين شاغلين هذا المنصب علي الترتيب، والدكتور عبد الرحمن عبد الحميد السيد مديرًا عامًا للمستشفى الجامعي.

## شعار الكلية
يتكون شعار كلية طب قنا من خرطوشة فرعونية مكتوب تحتها اسم كلية طب قنا باللغة العربية وفوقها على شكل نصف دائرة اسم جامعة جنوب الوادي باللغة الإنجليزية والنصف الآخر باللغة العربية. وتضم الخرطوشة شعار الهلال الأحمر وبداخله شعار الطب العالمي محاطا باسم كلية طب قنا باللغة الإنجليزية.

## أقسام الكلية
تنقسم الكلية إلى 31 قسمًا، منها عشرة أقسام أكاديمية (أقسام العلوم الطبية الأساسية) وواحد وعشرون قسمًا إكلينيكيًا.

## المستشفى الجامعي
يتبع الكلية كل من المستشفى الجامعي بحرم الجامعة القديم (بوسط مدينة قنا)، ويسع 150 سريرًا، والمسشفى الجامعي بحرم الجامعة الجديد، ويسع 250 سريرًا.

## وصلات خارجية
- الموقع الرسمي للكلية